# Charles Ainsworth (cầu thủ bóng đá)
Charles Ainsworth (1885 – 1955) là một cầu thủ bóng đá thi đấu ở Football League cho Derby County và Grimsby Town. Ông cũng thi đấu cho Queens Park Rangers.